# 五味八珍的歲月
《傅培梅：五味八珍的歲月》為傅培梅自傳書，2014年四塊玉文創初版。

## 目錄
- Chapter 1  我的易牙之路
- Chapter 2  果園裡的童年
- Chapter 3  味覺的啟蒙，親子丼
- Chapter 4  流離歲月
- Chapter 5 緣定三生
- Chapter 6 學無止境
- Chapter 7 教學相長的日子
- Chapter 8  生平第一遭電視教學
- Chapter 9  「夫人的廚房」前進日本
- Chapter 10 創紀錄的電視人生
- Chapter 11 篳路藍縷食譜路
- Chapter 12  再結來生緣
- Chapter 13  一身煮藝走天下
- Chapter 14 飛天遁地顧問緣
- Chapter 15  為中華美食盡心盡力
- Chapter 16 我的收藏
- Chapter 17  美食好朋友
- Chapter 18 我的病號

## 改編作品

### 漫畫
《五味八珍的歲月》 左萱、溫郁芳、張可欣